# Slumdog. Milioner z ulicy

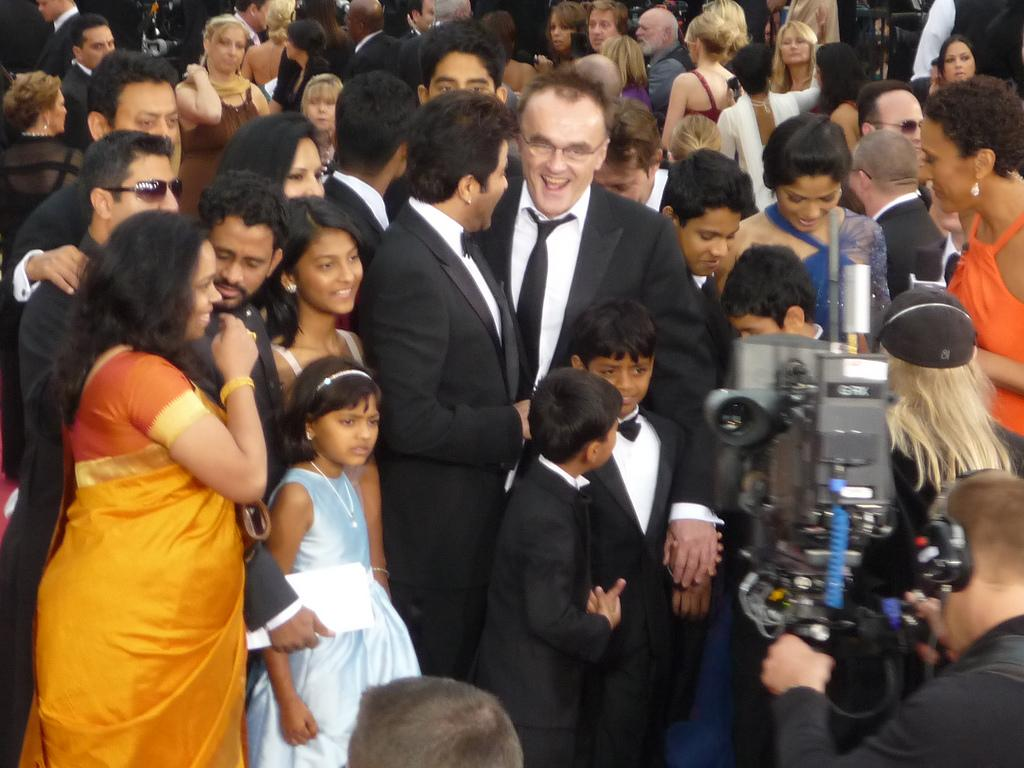
Obsada filmu wraz z reżyserem Dannym Boyle’em podczas 81. ceremonii wręczenia Oscarów

Slumdog. Milioner z ulicy (tyt. oryg. Slumdog Millionaire, 2008) – brytyjski melodramat w reżyserii Danny’ego Boyle’a. Scenariusz filmu autorstwa Simona Beaufoya oparty został na kanwie powieści Slumdog. Milioner z ulicy (oryg. Q and A) autorstwa indyjskiego pisarza i dyplomaty Vikasa Swarupa.
Film został nominowany do Oscarów w dziesięciu kategoriach, zdobywając osiem, w tym za najlepszy film, reżyserię i scenariusz adaptowany. Spotkał się z bardzo dobrym przyjęciem zarówno wśród widowni jak i krytyków, uzyskując 141 mln dolarów wpływu ze sprzedanych biletów w USA oraz 236,5 mln dolarów na rynkach zagranicznych (w tym 1,9 mln dolarów w Polsce). Polska premiera odbyła się 27 lutego 2009 r., zaś 21 października 2009 r wydano film na DVD i Blu-Ray.

## Opis fabuły
Jamal Malik, Indyjczyk wychowany w slumsach Bombaju, bierze udział w programie Milionerzy. Zanim chłopak zdąży odpowiedzieć na ostatnie pytanie, aresztuje go policja. Policjanci nie wierzą, że może on mieć tak ogromną wiedzę.
Torturują go i przesłuchują, podejrzewając oszustwo. W zeznaniach Jamal opowiada o swoim życiu w dzielnicach nędzy, o związkach ze światem przestępczym i swej miłości, co zostaje przedstawione w formie retrospekcji.

## Obsada
- Dev Patel jako Jamal Malik
  - Ayush Mahesh Khedekar jako Jamal (dziecko)
  - Tanay Chheda jako Jamal (nastolatek)
- Madhur Mittal jako Salim, brat Jamala
  - Azharuddin Mohammed Ismail jako Salim (dziecko)
  - Ashutosh Lobo Gajiwala jako Salim (nastolatek)
- Freida Pinto jako Latika, dziewczyna w której kocha się Jamal
  - Rubina Ali jako Latika (dziecko)
  - Tanvi Ganesh Lonkar jako Latika (nastolatka)
- Anil Kapoor jako Prem Kumar, gospodarz gry
- Irfan Khan jako inspektor policji
- Saurabh Shukla jako posterunkowy Srinivas
- Mahesh Manjrekar jako Javed
- Ankur Vikal jako Maman

## Nagrody i nominacje
- Oscary 2008
  - najlepszy film – Christian Colson
  - najlepszy reżyser – Danny Boyle
  - najlepszy scenariusz adaptowany – Simon Beaufoy
  - najlepsza muzyka – A.R. Rahman
  - najlepsze zdjęcia – Anthony Dod Mantle
  - najlepszy montaż – Chris Dickens
  - najlepsza piosenka (Jai Ho) – A.R. Rahman (muzyka), Gulzar (słowa)
  - najlepszy dźwięk – Ian Tapp, Richard Pryke i Resul Pookutty
  - nominacja: najlepsza piosenka (O Saya) – A.R. Rahman (muzyka), Maya Arulpragasam (słowa)
  - nominacja: najlepszy montaż dźwięku – Tom Sayers, Glenn Freemantle
- Złote Globy 2008
  - najlepszy film dramatyczny
  - najlepszy reżyser – Danny Boyle
  - najlepszy scenariusz – Simon Beaufoy
  - najlepsza muzyka – A.R. Rahman
- Nagrody BAFTA 2008
  - najlepszy film – Christian Colson
  - najlepszy reżyser – Danny Boyle
  - najlepszy scenariusz adaptacja – Simon Beaufoy
  - najlepsza muzyka – A.R. Rahman
  - najlepsze zdjęcia – Anthony Dod Mantle
  - najlepszy montaż – Chris Dickens
  - najlepszy dźwięk – Ian Tapp, Richard Pryke, Resul Pookutty, Tom Sayers i Glenn Freemantle
  - nominacja: najlepszy brytyjski film – Christian Colson, Danny Boyle i Simon Beaufoy
  - nominacja: najlepszy aktor pierwszoplanowy – Dev Patel
  - nominacja: najlepsza aktorka drugoplanowa – Freida Pinto
  - nominacja: najlepsza scenografia – Mark Digby, Michelle Day
- Camerimage 2008
  - Złota Żaba – Anthony Dod Mantle
- Nagroda Satelita 2008
  - najlepszy film dramatyczny
  - najlepszy reżyser – Danny Boyle
  - najlepsza muzyka – A.R. Rahman
  - nominacja: najlepszy scenariusz adaptacja – Simon Beaufoy
  - nominacja: najlepszy montaż – Chris Dickens
  - nominacja: najlepsza piosenka (Jai Ho) – A.R. Rahman (muzyka), Gulzar (słowa)
- Nagroda Gildii Aktorów Filmowych 2008
  - najlepsza obsada filmowa – Rubiana Ali, Tanay Chheda, Ashutosh Lobo Gajiwala, Azharuddin Mohammed Ismail, Anil Kapoor, Irfan Khan, Ayush Mahesh Khedekar, Tanvi Ganesh Lonkar, Madhur Mittal, Dev Patel i Freida Pinto
  - nominacja: najlepszy aktor drugoplanowy – Dev Patel

## Muzyka do filmu
1. „O Saya” – A.R. Rahman i M.I.A.
2. „Riots” – A.R. Rahman
3. „Mausam & Escape” – A.R. Rahman
4. „Paper Planes” – M.I.A.
5. „Paper Planes” – M.I.A. (DFA REMIX)
6. „Ringa Ringa” – A.R. Rahman, z udziałem Alka Yagnik i Ila Arun
7. „Liquid Dance” – A.R. Rahman, z udziałem Palakkad Sriram i Madhumitha
8. „Latika’s Theme” – A.R. Rahman, z udziałem Suzanne
9. „Aaj Ki Raat” – Sonu Nigam, Mahalaxmi Lyer, Alisha Chinoi
10. „Millionaire” – A.R. Rahman, z udziałem Madhumitha
11. „Gangsta Blues” – A.R. Rahman, z udziałem BlaaZe i Tanvi Shah
12. „Dreams on Fire” – A.R. Rahman, z udziałem Suzanne
13. „Jai Ho” – A.R. Rahman, z udziałem Sukhvinder Singh, Tanvi Shah i Mahalaxmi Iyer